# Taraxacum pseudoalpinum
Taraxacum pseudoalpinum là một loài thực vật có hoa trong họ Cúc. Loài này được Schischk. ex Orazova miêu tả khoa học đầu tiên năm 1966.